# Barbara Masi
Maria Barbara Masi (Napoli, 19 maggio 1960) è una giocatrice di squash italiana, 6 volte campionessa italiana.

## Biografia
Maria Barbara Masi nasce a Napoli nel 1960 da una famiglia sportiva, figlia del pilota caccia gen. Piero e di Mariantonia Cottarelli.
Lo squash arriverà dopo sport come il tennis golf sci corsa e nuoto; dopo un soggiorno in Inghilterra lo zio Umberto Cottarelli le regalerà la sua prima racchetta.
Giocherà esercitandosi a Como, al circolo di Villa D'Este, a Milano e in Svizzera. Entrerà a far parte della nazionale italiana nel 1982 fino al 1991, sei volte campionessa italiana e tre seconda (detentrice del record fino al 2009). Ha giocato per il club Il Sole di Udine e principalmente per il club Piranesi di Milano. Ha conseguito il brevetto di maestra.